# دردویل (مجموعه تلویزیونی)
دردویلِ مارول (انگلیسی: Marvel's Daredevil) یک مجموعه تلویزیونی آمریکایی است که توسط درو گادارد برای سرویس استریم نتفلیکس ساخته شده و بر اساس شخصیت دردویل از کمیک‌های مارول خلق شده است. این سریال در دنیای سینمایی مارول قرار دارد و با فیلم‌های این مجموعه از نظر داستانی پیوستگی دارد. دردویل اولین سریال از مجموعه سریال‌های مارول نتفلیکس بود که به مینی‌سریال متقاطع مدافعان در سال ۲۰۱۷ منجر شد. این سریال توسط تلویزیون مارول و با همکاری ای‌بی‌سی استودیوز تولید شده است. استیون اس. ده‌نایت به‌عنوان شورانر فصل اول فعالیت کرد، در حالی که داگ پتری و مارکو رامیرز به‌طور مشترک این نقش را در فصل دوم بر عهده گرفتند و اریک اولسون نیز به‌عنوان شورانر فصل سوم به سریال پیوست. درو گادارد در طول تولید سریال به‌عنوان مشاور فعالیت داشت.
چارلی کاکس در نقش مت مورداک / دردویل بازی می‌کند؛ وکیلی نابینا که در روز به حرفه وکالت مشغول است و شب‌ها به‌عنوان یک نگهبان نقاب‌دار با جرم و جنایت مبارزه می‌کند. دبورا آن وول، الدن هنسون، رزاریو داوسون و وینسنت دن آفریو نیز از دیگر بازیگران اصلی سریال هستند. در فصل اول، توبی لئونارد مور، واندی کورتیس-هال، باب گانتون و آیلت زورر به جمع بازیگران پیوستند. در فصل دوم، جان برنتال، الودی یونگ و استیون رایدر به بازیگران اضافه شدند و در فصل سوم، جوآن ولی، جی علی و ویلسون بتل به گروه بازیگران ملحق شدند. توسعه سریال دردویل در اواخر سال ۲۰۱۳ آغاز شد، یک سال پس از آنکه حقوق سینمایی این شخصیت به مارول بازگشت. درو گادارد در دسامبر ۲۰۱۳ به‌عنوان خالق انتخاب شد. چارلی کاکس در مه ۲۰۱۴ برای ایفای نقش اصلی انتخاب شد و لباس دردویل توسط رایان ماینردینگ از تیم طراحی استودیوهای مارول طراحی شد. این سریال به‌گونه‌ای طراحی شد که نسبت به دیگر پروژه‌های مارول تاریک‌تر باشد و به‌جای ارتباط گسترده با جهان سینمایی مارول، بر سبک جنایی و الهام‌گرفته از فیلم‌های دهه ۱۹۷۰ تمرکز کند. طراحی بصری سریال از محیط هلز کیچن در کمیک‌های مارول الهام گرفته شده و فیلم‌برداری در نیویورک انجام شده است.
فصل اول سریال به‌صورت کامل در تاریخ ۱۰ آوریل ۲۰۱۵ در نتفلیکس منتشر شد، فصل دوم در ۱۸ مارس ۲۰۱۶ و فصل سوم در ۱۹ اکتبر ۲۰۱۸ عرضه شدند. این فصل‌ها با نقدهای مثبتی مواجه شدند و جوایز متعددی از جمله چندین نامزدی برای جوایز امی هنرهای خلاق دریافت کردند. یک سریال فرعی با تمرکز بر شخصیت فرانک کسل / پانیشر با بازی جان برنتال، تحت عنوان پانیشر، در آوریل ۲۰۱۶ توسط نتفلیکس سفارش داده شد. نتفلیکس سریال دردویل را در ۲۹ نوامبر ۲۰۱۸ لغو کرد. این سریال، همراه با دیگر سریال‌های مارول نتفلیکس، در مارس ۲۰۲۲ پس از بازپس‌گیری مجوز توسط دیزنی، به سرویس دیزنی+ منتقل شد. از سال ۲۰۲۱، چارلی کاکس و وینسنت دن آفریو نقش‌های خود به‌عنوان مت مورداک و ویلسون فیسک / کینگ‌پین را در پروژه‌های جهان سینمایی مارول تولیدشده توسط استودیوهای مارول از سر گرفتند. این پروژه‌ها شامل یک سریال احیاشده برای دیزنی+ با عنوان دردویل: تولد دوباره در ۲۰۲۵ است که در آن دبورا آن وول، الدن هنسون، آیلت زورر، جان برنتال و ویلسون بتل نیز نقش‌های پیشین خود را تکرار می‌کنند.

## خلاصه داستان
در فصل اول، مت مورداک، وکیلی که در روز به حرفه وکالت مشغول است، از حواس تقویت‌شده‌اش که نتیجه نابینا شدن در کودکی است، استفاده می‌کند تا شب‌ها به‌عنوان دردویل در خیابان‌های محله هلز کیچن در نیویورک با جرم و جنایت مبارزه کند. او در این مسیر به توطئه‌ای در دنیای زیرزمینی جرم و جنایت پی می‌برد که توسط ویلسون فیسک هدایت می‌شود.
در فصل دوم، مورداک به تلاش برای حفظ تعادل بین زندگی‌اش به‌عنوان وکیل و دردویل ادامه می‌دهد. او در این فصل با فرانک کسل / پانیشر، نگهبانی با روش‌های بسیار مرگبارتر، و همچنین بازگشت معشوقه سابقش، الکترا ناچیوس، روبه‌رو می‌شود.
در فصل سوم، پس از آزادی ویلسون فیسک از زندان، مورداک که پس از وقایع مدافعان برای ماه‌ها ناپدید شده بود، به‌عنوان مردی شکسته بازمی‌گردد. او باید بین مخفی ماندن به‌عنوان یک وکیل جنایی یا پذیرش زندگی‌اش به‌عنوان یک نگهبان قهرمان تصمیم بگیرد.

## بازیگران و شخصیت‌ها
- چارلی کاکس در نقش مت مورداک / دردویل: وکیلی نابینا با حواس فرابشری که زندگی دوگانه‌ای به‌عنوان یک نگهبان نقاب‌دار دارد.[۷] استیون دکنایت، شورانر فصل اول، توضیح داد که مورداک «فوق‌العاده قوی نیست و آسیب‌ناپذیر هم نیست او فقط حواسی بهتر از انسان عادی دارد.» دربارهٔ اخلاقیات خاکستری شخصیت، او گفت: «او روزها وکیل است و سوگند خورده، اما هر شب این سوگند را می‌شکند و کارهای بسیار خشونت‌آمیزی انجام می‌دهد.»[۸] کاتولیسیسم شخصیت نقش مهمی در سریال دارد و دکنایت او را «یکی از مذهبی‌ترین شخصیت‌های دنیای مارول، اگر نگوییم مذهبی‌ترین» توصیف کرد.[۹] کاکس با مشاور نابینایان، جو استرچی، همکاری کرد[۱۰] و همیشه مراقب بود که چشمانش به چیزی نگاه نکند یا واکنشی نشان ندهد که با نابینایی سازگار نباشد.[۱۱] اسکایلر گارتنر نقش مت مورداک جوان را ایفا می‌کند.[۱۲]
- دبورا آن وول در نقش کارن پیج: زنی مرموز که جست‌وجوی عدالت او را به زندگی مورداک می‌کشاند.[۱۳] وول که پیش‌تر نقش جسیکا همبی را در خون حقیقی (۲۰۰۸–۲۰۱۴) بازی کرده بود، از بالا به پایین: چارلی کاکس، دبورا آن وول، وینسنت دونوفریو و جان برنتال در «دردویل» بازی می‌کنند.تلاش کرد با کارن پیج رویکرد متفاوتی داشته باشد.[۱۴] او دربارهٔ پیشینه کارن گفت که برخلاف کمیک‌ها که در ابتدا معصوم و در انتها دچار مشکلات فراوان است، او می‌خواست کارن «همزمان هر دو ویژگی را داشته باشد. آیا می‌تواند شخصی مهربان و دوست‌داشتنی باشد که کمی به خطر جذب می‌شود؟ او فقط به‌خاطر حماقت در دردسر نمی‌افتد؛ کارن خودش به دنبال خطر است و ترسش مانع جست‌وجوی حقیقت نمی‌شود.»[۱۱]
- وینسنت دونوفریو در نقش ویلسون فیسک / کینگ‌پین: تاجری قدرتمند و رئیس جنایت که منافعش در آینده هلز کیچن او را در تقابل با مورداک و دردویل قرار می‌دهد.[۱۵][۱۶][۱۷] دونوفریو امیدوار بود که بازی او نگاهی نو به این شخصیت ارائه دهد و بهترین تصویر از فیسک باشد.[۱۸] دکنایت توضیح داد که فیسک «ابعاد مختلفی دارد و صرفاً به دنبال تسلط بر شهر یا کسب پول نیست. ما داستان ملاقات او با همسرش ونسا و عاشق شدنشان را روایت می‌کنیم.» او افزود که فیسک «انتخابی واضح برای نقش آنتاگونیست بود و یین مناسب برای یانگ مت مورداک.»[۱۹] کول جنسن نقش ویلسون فیسک جوان را ایفا می‌کند.[۲۰]
- جان برنتال در نقش فرانک کسل / پانیشر: نگهبانی که برای پاکسازی هلز کیچن به هر وسیله‌ای، حتی کشنده، متوسل می‌شود.[۲۱][۲۲] دکنایت گفت این نسخه از پانیشر «کاملاً متعلق به مارول» است، برخلاف نسخه‌های قبلی که تحت نظارت مارول نبودند. او افزود که این پانیشر به اندازه مجازاتگر: منطقه جنگی (۲۰۰۸) خشونت گرافیکی ندارد.[۲۳] داگ پتری، شورانر فصل دوم، گفت که تراویس بیکل از فیلم راننده تاکسی (۱۹۷۶) و رویدادهای معاصر الهام‌بخش این شخصیت بودند: «اجرای عدالت با دستان خود در آمریکا در سال ۲۰۱۵ موضوع پیچیده‌ای است. ما از واقعیت پیچیده امروز شانه خالی نکردیم.» برنتال افزود: «این شخصیت با نیروهای نظامی و انتظامی هم‌صدا شده و بهترین چیز دربارهٔ او این است که اگر شما را ناراحت کند، اصلاً برایش مهم نیست.»[۲۴]
- الدن هنسون در نقش فرانکلین «فاگی» نلسون: بهترین دوست و شریک حقوقی مورداک.[۲۵] هنسون در آوریل ۲۰۱۵ دربارهٔ نقش خود گفت: «خیلی هیجان‌زده بودم وقتی فیلمنامه‌ها را خواندم و دیدم فاگی فقط یک دستیار بی‌فایده یا صرفاً طنز نیست. او لحظات طنز دارد، اما هیجان‌انگیز بود که بدانم این شخصیت‌ها مسیر و چالش‌های خودشان را دارند.»[۲۶]
- توبی لئونارد مور در نقش جیمز وسلی: دستیار ارشد ویلسون فیسک.[۲۷][۲۸] مور وسلی را شخصیتی «دلربا و در عین حال به شدت شریر» توصیف کرد.[۲۹]
- واندی کرتیس-هال در نقش بن یوریک: روزنامه‌نگار تحقیقی برای نیویورک بولتن.[۲۷][۲۸]
- باب گانتون در نقش لیلاند اوزلی: حسابدار وال استریت و یکی از چهره‌های کلیدی در نقشه‌های ویلسون فیسک برای هلز کیچن.[۲۷][۲۸][۳۰]
- آیلت زورر در نقش ونسا ماریانا-فیسک: کارمند گالری هنری که برخلاف نسخه کمیک، از فعالیت‌های واقعی فیسک آگاه است و در نهایت با او ازدواج می‌کند.[۲۷][۲۸]
- روزاریو داوسون در نقش کلر تمپل: پرستاری که به مورداک کمک می‌کند.[۳۰][۳۱] این شخصیت ترکیبی از کلر تمپل و نایت نرس در کمیک‌هاست.[۳۲] ابتدا قرار بود شخصیت نایت نرس باشد، اما به دلیل برنامه‌های استودیوهای مارول برای این شخصیت در فیلم‌ها، با تمپل ادغام شد.[۲۰] داوسون توضیح داد که کلر «شخصی عادی است که به شکلی قهرمانانه‌تر از آنچه انتظار داشت تبدیل می‌شود»[۲۶] و «او عاشقانه نیست، بلکه نگاهی شکاک به این موقعیت عجیب دارد. او می‌تواند بگوید 'تو واقعاً در این کار خوب نیستی' که سریال را واقعی‌تر می‌کند.»[۳۲]
- آلودی یونگ در نقش الکترا ناچیوس: زنی مرموز و خطرناک از گذشته مورداک. این شخصیت در فصل اول اشاره شده بود تا اینکه یونگ برای نقش انتخاب شد.[۲۲][۳۳][۳۴] پتری الکترا را «بهترین دوست‌دختر بدی که می‌توانید داشته باشید» توصیف کرد که «همه‌چیز را اشتباه و جذاب انجام می‌دهد. او بخش وحشی مت است. مت همیشه در حال رام کردن این بخش است، اما الکترا آن را آزاد می‌کند.»[۲۴] یونگ الکترا را «نوعی جامعه‌ستیز» توصیف کرد که «جهان برایش یک بازی است، مثل شطرنج. هرچه بخواهد، از هر چیزی برای رسیدن به هدفش استفاده می‌کند، حتی اگر لازم باشد آدم بکشد.» او افزود که الکترا نه خوب است و نه بد، بلکه شخصیتی با لایه‌های مختلف است.[۳۵] لیلی چی نقش الکترا جوان را ایفا می‌کند.[۳۶]
- استفن رایدر در نقش بلیک تاور: دادستان منطقه نیویورک که با ارائه اطلاعات به دردویل برای ردیابی و دستگیری مجرمان کمک می‌کند.[۳۷]
- جوآن ولی در نقش مگی گریس: راهبه‌ای با عقاید قوی که نظراتش را صریح بیان می‌کند و از مورداک در زمان بهبودی از جراحاتش مراقبت می‌کند.[۳۸][۳۹] بعداً مشخص می‌شود که او مادر مورداک است.
- جی علی در نقش رحول «ری» ندیم: مأمور صادق و جاه‌طلب اف‌بی‌آی که پرونده فیسک را بر عهده می‌گیرد.[۴۰]
- ویلسون بتل در نقش بنجامین «دکس» پوآندکستر: مأمور روان‌پریش اف‌بی‌آی که می‌تواند تقریباً هر شیء را به‌عنوان سلاحی مرگبار استفاده کند.[۴۱][۴۲] بتل این شخصیت را «تصویری ظریف از مردی با مشکلات روانی جدی» توصیف کرد و برای آماده‌سازی، دربارهٔ تجربیات روان‌پریشی و اسکیزوفرنی مطالعه کرد.[۴۳][۴۴] او افزود که دکس به «ساختار اداره» نیاز دارد تا «تاریکی درونش را مهار کند.»[۴۵] جف لوب، تهیه‌کننده اجرایی، گفت که تعامل دکس با فیسک او را فاسد می‌کند و به دشمنی برای دردویل تبدیل می‌شود.[۴۶]

## فصل‌ها و قسمت‌ها
| فصل | قسمت‌ها | قسمت‌ها | تاریخ اصلی پخش | تاریخ اصلی پخش |
| --- | ------ | ------ | -------------- | -------------- |
| ۱   | ۱۳     | ۱۳     | ۱۰ آوریل ۲۰۱۵  | ۱۰ آوریل ۲۰۱۵  |
| ۲   | ۱۳     | ۱۳     | ۱۸ مارس ۲۰۱۶   | ۱۸ مارس ۲۰۱۶   |
| ۳   | ۱۳     | ۱۳     | ۱۹ اکتبر ۲۰۱۸  | ۱۹ اکتبر ۲۰۱۸  |

### فصل ۱ (۲۰۱۵)
| شم. کلی | شم. در فصل | عنوان                          | کارگردان          | نویسنده                         | تاریخ پخش اصلی |
| ------- | ---------- | ------------------------------ | ----------------- | ------------------------------- | -------------- |
| ۱       | ۱          | «به سوی رینگ مبارزه»           | فیل آبراهام       | درو گودارد                      | ۱۰ آوریل ۲۰۱۵  |
| ۲       | ۲          | «مرد زخمی»                     | فیل آبراهام       | درو گودارد                      | ۱۰ آوریل ۲۰۱۵  |
| ۳       | ۳          | «خرگوش در کولاک»               | آدام کین          | مارکو رامیرز                    | ۱۰ آوریل ۲۰۱۵  |
| ۴       | ۴          | «غرق در خون»                   | کن گیروتی         | جو پوکاسکی                      | ۱۰ آوریل ۲۰۱۵  |
| ۵       | ۵          | «دنیا در آتش»                  | فارن بلکبرن       | لوک کلتو                        | ۱۰ آوریل ۲۰۱۵  |
| ۶       | ۶          | «محکوم»                        | گای فرلند         | جو پوکاسکی و مارکو رامیرز       | ۱۰ آوریل ۲۰۱۵  |
| ۷       | ۷          | «استیک»                        | برد ترنر          | داگلاس پتری                     | ۱۰ آوریل ۲۰۱۵  |
| ۸       | ۸          | «سایه‌هایی در شیشه»             | استیون شوریک      | استیون اس. ده‌نایت               | ۱۰ آوریل ۲۰۱۵  |
| ۹       | ۹          | «ملاقات شیطان»                 | نلسون مک‌کورمیک    | کریستوس گیج و روث فلچر گیج      | ۱۰ آوریل ۲۰۱۵  |
| ۱۰      | ۱۰         | «نلسون در مقابل مورداک»        | فرن بلکبرن        | لوک کلتو                        | ۱۰ آوریل ۲۰۱۵  |
| ۱۱      | ۱۱         | «راه نیکوکاران»                | نیک گومز          | استیون اس. ده‌نایت و داگلاس پتری | ۱۰ آوریل ۲۰۱۵  |
| ۱۲      | ۱۲         | «آنهایی را که پشت سر می‌گذاریم» | یوروس لین         | داگلاس پتری                     | ۱۰ آوریل ۲۰۱۵  |
| ۱۳      | ۱۳         | «بی‌باک»                        | استیون اس. ده‌نایت | استیون اس. ده‌نایت               | ۱۰ آوریل ۲۰۱۵  |

### فصل ۲ (۲۰۱۶)
| شم. کلی | شم. در فصل | عنوان                        | کارگردان          | نویسنده                                                                    | تاریخ پخش اصلی |
| ------- | ---------- | ---------------------------- | ----------------- | -------------------------------------------------------------------------- | -------------- |
| ۱۴      | ۱          | «بنگ»                        | فیل آبراهام       | داگلاس پتری و مارکو رامیرز                                                 | ۱۸ مارس ۲۰۱۶   |
| ۱۵      | ۲          | «سگها به سمت درگیری مسلحانه» | فیل آبراهام       | داگلاس پتری و مارکو رامیرز                                                 | ۱۸ مارس ۲۰۱۶   |
| ۱۶      | ۳          | «پلیس نیویورک»               | Marc Jobst        | Mark Verheiden                                                             | ۱۸ مارس ۲۰۱۶   |
| ۱۷      | ۴          | «سکه پنی و سکه ده سنتی»      | Peter Hoar        | John C. Kelley                                                             | ۱۸ مارس ۲۰۱۶   |
| ۱۸      | ۵          | «اتصال محکم»                 | فلوریا سیجیزموندی | لورن اشمیت هیسریچ                                                          | ۱۸ مارس ۲۰۱۶   |
| ۱۹      | ۶          | «فقط پشیمانی‌ها»              | اندی گدارد        | Sneha Koorse                                                               | ۱۸ مارس ۲۰۱۶   |
| ۲۰      | ۷          | «همیشه وفادار»               | کن گیروتی         | Luke Kalteux                                                               | ۱۸ مارس ۲۰۱۶   |
| ۲۱      | ۸          | «گناهکار به عنوان گناه»      | Michael Uppendahl | Whit Anderson                                                              | ۱۸ مارس ۲۰۱۶   |
| ۲۲      | ۹          | «هفت دقیقه در بهشت»          | استیون سرجیک      | Marco Ramirez & Lauren Schmidt Hissrich                                    | ۱۸ مارس ۲۰۱۶   |
| ۲۳      | ۱۰         | «مرد درون جعبه»              | Peter Hoar        | داستان : John C. Kelley نمایشنامۀ تلویزیونی : Whit Anderson & Sneha Koorse | ۱۸ مارس ۲۰۱۶   |
| ۲۴      | ۱۱         | «.۳۸۰»                       | استیون سرجیک      | Mark Verheiden                                                             | ۱۸ مارس ۲۰۱۶   |
| ۲۵      | ۱۲         | «تاریکی در انتهای تونل»      | Euros Lyn         | Lauren Schmidt Hissrich & Douglas Petrie                                   | ۱۸ مارس ۲۰۱۶   |
| ۲۶      | ۱۳         | «یک روز سرد در هلز کیچن»     | Peter Hoar        | Douglas Petrie & Marco Ramirez                                             | ۱۸ مارس ۲۰۱۶   |

### فصل ۳ (۲۰۱۸)
| شم. کلی | شم. در فصل | عنوان                  | کارگردان           | نویسنده                 | تاریخ پخش اصلی |
| ------- | ---------- | ---------------------- | ------------------ | ----------------------- | -------------- |
| ۲۷      | ۱          | «رستاخیز»              | Marc Jobst         | Erik Oleson             | ۱۹ اکتبر ۲۰۱۸  |
| ۲۸      | ۲          | «لطفاً»                 | Lukas Ettlin       | Jim Dunn                | ۱۹ اکتبر ۲۰۱۸  |
| ۲۹      | ۳          | «بدون کردار نیک»       | Jennifer Getzinger | Sonay Hoffman           | ۱۹ اکتبر ۲۰۱۸  |
| ۳۰      | ۴          | «غافلگیر شده»          | Alex Garcia Lopez  | Lewaa Nasserdeen        | ۱۹ اکتبر ۲۰۱۸  |
| ۳۱      | ۵          | «بازی تمام عیار»       | Julian Holmes      | Tonya Kong              | ۱۹ اکتبر ۲۰۱۸  |
| ۳۲      | ۶          | «ابلیسی که می‌شناسید»   | استیون سرجیک       | Dylan Gallagher         | ۱۹ اکتبر ۲۰۱۸  |
| ۳۳      | ۷          | «عواقب»                | توآ فریزر          | Sarah Streicher         | ۱۹ اکتبر ۲۰۱۸  |
| ۳۴      | ۸          | «طبقه بالا/طبقه پایین» | Alex Zakrzewski    | Dara Resnik             | ۱۹ اکتبر ۲۰۱۸  |
| ۳۵      | ۹          | «افشاگری‌ها»            | جنیفر لینچ         | Erik Oleson & Sam Ernst | ۱۹ اکتبر ۲۰۱۸  |
| ۳۶      | ۱۰         | «کارن»                 | Alex Garcia Lopez  | Tamara Becher-Wilkinson | ۱۹ اکتبر ۲۰۱۸  |
| ۳۷      | ۱۱         | «تجدید دیدار»          | Jet Wilkinson      | Jim Dunn & Dara Resnik  | ۱۹ اکتبر ۲۰۱۸  |
| ۳۸      | ۱۲         | «گلوله آخر»            | فیل آبراهام        | Sam Ernst               | ۱۹ اکتبر ۲۰۱۸  |
| ۳۹      | ۱۳         | «یک دستمال سفره جدید»  | Sam Miller         | Erik Oleson             | ۱۹ اکتبر ۲۰۱۸  |

## توسعه
در آوریل ۲۰۱۳، کوین فایگی، رئیس استودیوهای مارول، تأیید کرد که حقوق سینمایی دردویل و شخصیت‌های مرتبط با آن در اکتبر ۲۰۱۲ از استودیوهای قرن بیستم به مارول بازگردانده شده است، که این امکان را فراهم کرد تا این شخصیت‌ها در دنیای سینمایی مارول استفاده شوند. جف لوب، رئیس مارول تله‌ویژن، در سال ۲۰۱۵ توضیح داد که استودیوهای مارول پس از بازپس‌گیری حقوق، اولویت اول را برای استفاده از این شخصیت داشتند. درو گادارد ایده یک فیلم جدید دردویل را به مارول پیشنهاد داد، اما مارول تمایلی به ساخت فیلمی با درجه‌بندی سنی R نداشت و گادارد نیز نسخه‌ای «رقیق‌شده» از این شخصیت را نمی‌خواست. او در سال ۲۰۱۵ گفت: «چند سال پیش، مدت‌ها پس از فیلم [بن] افلک، با مارول دربارهٔ ساخت فیلم صحبت کردم. اما همه ما متوجه شدیم که این فیلم نباید ۲۰۰ میلیون دلار هزینه داشته باشد. مت مورداک جهان را نجات نمی‌دهد؛ او فقط گوشه خودش را تمیز نگه می‌دارد. داشتن سفینه‌های فضایی که در شهر سقوط می‌کنند، با این شخصیت درست نیست. اما به همین دلیل، مارول در بخش سینمایی به دنبال ساخت فیلم‌های ۲۵ میلیون دلاری نیست. آن‌ها به دنبال پروژه‌های بزرگ هستند، همان‌طور که باید باشند.» در نهایت، استودیوهای مارول تصمیم گرفتند که این شخصیت در قالب یک سریال تلویزیونی بهتر ارائه شود. اگرچه فایگی برنامه‌هایی برای استفاده از دردویل در فیلم‌ها داشت، مدیران ارشد مارول انترتینمنت به استودیوهای مارول دستور دادند که فیلم‌ها را بر انتقام‌جویان و نگهبانان کهکشان متمرکز کنند تا شخصیت‌هایی که حقوقشان بازپس گرفته شده بود، به ساخت یک «امپراتوری تلویزیونی» تحت کنترل مستقیم مارول کمک کنند.
در اکتبر ۲۰۱۳، ددلاین هالیوود گزارش داد که مارول در حال آماده‌سازی چهار سریال درام و یک مینی‌سریال، در مجموع ۶۰ قسمت، برای ارائه به سرویس‌های ویدئویی درخواستی و شبکه‌های کابلی است و نتفلیکس، آمازون و وی‌جی‌ان آمریکا ابراز علاقه کرده‌اند. چند هفته بعد، دیزنی اعلام کرد که مارول تله‌ویژن و ای‌بی‌سی استودیوز سریال‌های لایواکشن با محوریت دردویل، جسیکا جونز، آیرون فیست و لوک کیج را برای نتفلیکس تولید خواهند کرد که به مینی‌سریالی بر اساس دیفندرز منجر خواهد شد. این قالب به دلیل موفقیت انتقام‌جویان (۲۰۱۲) انتخاب شد، که در آن شخصیت‌های مرد آهنی، هالک، کاپیتان آمریکا و ثور ابتدا به‌صورت جداگانه معرفی شده و سپس در یک فیلم گرد هم آمدند. در دسامبر، گادارد به‌طور رسمی به‌عنوان تهیه‌کننده اجرایی و شورانر دردویل استخدام شد و شرکت تولیدی او، گادارد تکس‌تایلز، فصل اول را تولید کرد. گادارد از تغییر ایده فیلم به سریال راضی بود، زیرا «می‌توانید زمان بیشتری صرف کنید و به مسائل کوچک‌تر بپردازید که از نظر شخصیت‌پردازی برایم بسیار جذاب‌تر هستند.» با این حال، در مه ۲۰۱۴، مارول اعلام کرد که گادارد به دلیل تمرکز بر کارگردانی فیلمی بر اساس تیم شش خبیث برای سونی پیکچرز انترتینمنت، از نقش شورانر کناره‌گیری کرده است. گادارد، که دو قسمت اول سریال را نوشته بود، به‌عنوان مشاور باقی ماند و استیون اس. دکنایت به‌عنوان شورانر جایگزین او شد. شرکت تولیدی دکنایت، دکنایت پروداکشنز، فصل اول را تولید کرد.[نیازمند منبع] سریال رسماً دردویل نام گرفت و پیتر فریدلندر، آلی گاس، کریس هنیگمن، سیندی هالند، آلن فاین، استن لی، جو کسادا، دن باکلی، جیم چوری، جف لوب، گادارد و دکنایت به‌عنوان تهیه‌کنندگان اجرایی فعالیت کردند. کتی جانستون نیز به‌عنوان تهیه‌کننده حضور داشت.
در آوریل ۲۰۱۵، مارول و نتفلیکس اعلام کردند که دردویل برای فصل دوم تمدید شده است، اما دکنایت به دلیل تعهدات قبلی بازنخواهد گشت. داگ پتری و مارکو رامیرز، که نویسندگان فصل اول بودند و با دکنایت و گادارد همکاری نزدیک داشتند، جایگزین او شدند. مارک ورهایدن، آلیسون انگل، رامیرز و پتری به‌عنوان تهیه‌کنندگان اجرایی فصل دوم فعالیت کردند، در حالی که فریدلندر از پروژه خارج شد. سریال در ژوئیه ۲۰۱۶ برای فصل سوم تمدید شد و قرار بود پتری و رامیرز به‌عنوان شورانر بازگردند، اما در اکتبر ۲۰۱۷ اعلام شد که اریک اولسون به‌عنوان شورانر جدید جایگزین آن‌ها شده است. کریم زریک و اولسون نیز به‌عنوان تهیه‌کنندگان اجرایی حضور داشتند. سونای هافمن و ایوان پراتزو به‌عنوان تهیه‌کنندگان فصل سوم فعالیت کردند.

## نگارش
بخش‌هایی از داستان سریال از مینی‌سریال دردویل: مرد بدون ترس (۱۹۹۳–۱۹۹۴) نوشته فرانک میلر و جان رومینا جونیور اقتباس شده است که روایتی از خاستگاه شخصیت بود. گادارد، که از کودکی به دلیل تربیت کاتولیک خود طرفدار دردویل بود، با داستان این «ابرقهرمان کاتولیک که با مفاهیم درست و نادرست دست‌وپنجه نرم می‌کند» همذات‌پنداری می‌کرد. او نمی‌خواست «فقط کمیک‌ها را بگیرد و روی صفحه نمایش بیاورد. وظیفه ما این است که انگار این دوره ما از کمیک است. اگر نویسنده یک کمیک باشم، داستان کسی دیگر را بازگو نمی‌کنم، بلکه آن را جلو می‌برم.»
در اوت ۲۰۱۴، تد ساراندوس دربارهٔ مقایسه سریال با فیلم ۲۰۰۳ گفت: «سریال از رفتن به سمت تاریکی‌های فیلم نمی‌ترسد. آنچه دربارهٔ این گروه از قهرمانان دوست داریم این است که آن‌ها زمینی‌تر هستند. از نظر لباس و داستان، این‌ها داستان‌های جنایی خشن و خیابانی هستند، نه در آسمان‌ها.» دکنایت توضیح داد: «سریال کمی خشن‌تر و تندتر از کارهای قبلی مارول است، اما قصد نداریم به سمت خشونت گرافیکی افراطی یا برهنگی بی‌دلیل برویم. داستان این را نمی‌طلبد و فکر می‌کنم اگر این‌قدر پیش برویم، آسیب می‌بیند.» لوب بعداً اظهار داشت: «اینجا کسی در آسمان پرواز نمی‌کند؛ چکش جادویی وجود ندارد. ما همیشه این را ابتدا به‌عنوان یک درام جنایی و سپس یک نمایش ابرقهرمانی در نظر گرفتیم.» دکنایت از فیلم‌های ارتباط فرانسوی (۱۹۷۱)، بعدازظهر سگی (۱۹۷۵) و راننده تاکسی (۱۹۷۶) الهام گرفت و گفت: «ما ترجیح می‌دهیم به سمت وایر (۲۰۰۲–۲۰۰۸) متمایل شویم تا آنچه به‌عنوان یک سریال ابرقهرمانی کلاسیک شناخته می‌شود.»
لوب رویکرد سریال به روایت داستان در چند فصل را به دنیای انتشارات تشبیه کرد: «جایی که دوره فرانک میلر، برایان بندیس یا اد بروبیکر را دارید. من خوش‌شانس بودم که دردویل: زرد (۲۰۰۱–۲۰۰۲) را انجام دادم. اما هر کدام حس متفاوتی دارند. عناصر متفاوتی دارند. بازیگران یکسان، در بسیاری موارد لحن یکسان، اما ماجراجویی متفاوت می‌توانید فصل دوم دردویل را بدون دیدن فصل اول تماشا کنید. اما اگر هر دو را ببینید، مثل گرفتن دو کتاب متفاوت است. این به دنیای رمان‌های گرافیکی نزدیک‌تر است تا سریال‌های دنباله‌دار.»

## انتخاب بازیگران
در پایان مه ۲۰۱۴، چارلی کاکس برای نقش مت مورداک / دردویل انتخاب شد. اگرچه جو کسادا در سال ۲۰۱۲، پیش از بازپس‌گیری حقوق شخصیت توسط استودیوهای مارول، پیشنهاد داده بود که کاکس انتخاب مناسبی برای این نقش است، در ابتدا تهیه‌کنندگان در تست بازیگری معتقد بودند که او برای نقش فاگی نلسون مناسب‌تر است. در ۱۰ ژوئن، مارول اعلام کرد که وینسنت دونوفریو نقش ویلسون فیسک / کینگ‌پین را ایفا خواهد کرد و در ۲۰ ژوئن، روزاریو داوسون به بازیگران پیوست. چند روز بعد، الدن هنسون برای نقش فاگی نلسون و در ۱۷ جولای، دبورا آن وول برای نقش کارن پیج انتخاب شدند. در ۱۱ اکتبر، نقش داوسون به‌عنوان کلر تمپل، شخصیتی شبیه به نایت نرس اعلام شد و آیلت زورر، باب گانتون، توبی لئونارد مور و واندی کرتیس-هال به ترتیب برای نقش‌های ونسا ماریانا، لیلاند اوزلی، جیمز وسلی و بن یوریک به سریال پیوستند.
در ژوئن ۲۰۱۵، مارول اعلام کرد که جان برنتال برای فصل دوم در نقش فرانک کسل / پانیشر بازی خواهد کرد و کاکس، وول، هنسون، داوسون و دونوفریو از فصل اول بازمی‌گردند. در جولای همان سال، آلودی یونگ برای نقش الکترا ناچیوس، که در فصل اول به آن اشاره شده بود، انتخاب شد. در سپتامبر ۲۰۱۵، استفن رایدر برای نقش بلیک تاور به بازیگران پیوست. کاکس، وول، هنسون، دونوفریو و رایدر برای فصل سوم بازگشتند. در نوامبر ۲۰۱۷، ویلسون بتل برای نقش بنجامین «دکس» پوآندکستر، در ژانویه ۲۰۱۸ جوآن ولی برای نقش خواهر مگی گریس و در مارس ۲۰۱۸ جی علی برای نقش مأمور اف‌بی‌آی رحول «ری» ندیم به سریال پیوستند. زورر نیز حضوری کوتاه در فصل سوم داشت.
دکنایت دربارهٔ فرایند انتخاب بازیگران گفت: «فقط باید امیدوار باشید که راه درست را پیدا کنید. خوشبختانه بازیگران ما کنار هم قرار گرفتند و من نمی‌توانستم راضی‌تر باشم. هیچ‌کس کاملاً با تصور ذهنی شما مطابقت ندارد. برای من، مهم‌تر از ظاهر، حس شخصیت است.» لاری میفیلد و جولی شوبرت مدیران انتخاب بازیگران سریال بودند. در دسامبر ۲۰۱۷، دونوفریو فاش کرد که پیش از فصل اول با جف لوب «توافق دائمی» امضا کرده بود که به او اجازه می‌داد با اطلاع قبلی محدود، در سریال حضور یابد یا غایب باشد.

## طراحی

### طراحی لباس
استفانی ماسلانسکی، طراح لباس، دربارهٔ الهام و دیدگاه سریال گفت: «دردویل ریشه در محله واقعی و خشن هلز کیچن نیویورک دارد، جایی که مت مورداک بزرگ شده است. در کمیک‌ها، به‌ویژه در دوره فرانک میلر در اوایل دهه ۱۹۹۰، تصاویر دقیقی وجود داشت که ما تلاش کردیم آن‌ها را به شکلی واقعی، خشن و به‌روز، با احترام و اشاره قوی به شخصیت‌های اصلی، زنده کنیم. می‌خواستیم از جایی که نسخه کمیک متوقف شده بود، ادامه دهیم. من تصاویر مرد بدون ترس، دردویل زرد و شماره‌های دهه ۱۹۶۰ را که مجموعه‌های جدید به آن‌ها ادای احترام می‌کنند، مطالعه کردم. می‌خواستم طراحی لباس بازتاب‌دهنده تصاویر آن مجلدات باشد، اما از دریچه‌ای مدرن با حس و حال رترو.» جاشوا شاو، که روی مأموران شیلد (۲۰۱۳–۲۰۲۰) نیز کار کرده بود، در طراحی لباس چندین شخصیت کمک کرد و لورین کالورت طراحی لباس فصل دوم را بر عهده گرفت.
برای لباس قرمز دردویل، که در پایان فصل اول معرفی شد، جو کسادا، مدیر ارشد خلاقیت مارول کامیکس، با رایان ماینردینگ و تیم طراحی استودیوهای مارول تماس گرفت. همه ایده‌هایی ارائه کردند و در نهایت یکی از طرح‌های ماینردینگ انتخاب شد. کسادا پیشنهادهایی از جمله گنجاندن عناصری از ساختار نیویورک در لباس ارائه داد که منجر به استفاده از پرچ‌ها و اشکال «معمارانه» شد. لباس به‌گونه‌ای طراحی شده که شبیه جلیقه کولار به نظر برسد و بخش‌های سیاه ادای احترامی به پانل‌های کمیک هستند که هنرمندان نواحی خاصی را با رنگ قرمز و سایه‌های عمیق‌تر برجسته می‌کردند. ماینردینگ دربارهٔ ماسک گفت که طراحی نیمی از صورت که باید با نیمه دیگر چهره بازیگر هماهنگ باشد، چالش‌برانگیز است، زیرا «نیمی از چهره باید پوشیده شود و بیان خود را داشته باشد، در حالی که چهره بازیگر کار دیگری انجام می‌دهد.» چوب‌های بیلی که دردویل در سریال استفاده می‌کند، توسط اندی پارک طراحی شدند. در ابتدا بحث شد که چون چارلی کاکس و بدلکارش کریس بروستر هر دو راست‌دست هستند، غلاف چوب‌ها روی پای راست قرار گیرد، اما در نهایت برای حفظ ظاهر کلاسیک کمیک‌ها، آن‌ها را در سمت چپ نگه داشتند.
لباس در فصل دوم ارتقا یافت و کالورت آن را «لباسی روان‌تر و تاکتیکی‌تر» توصیف کرد. بخش طراحی لباس، لباس را ساده‌تر کرد و مواد کمتری در دستکش‌ها و چکمه‌ها به کار برد. کاکس تغییرات را «تغییرات جزئی» خواند که پس از دیدن عملکرد لباس در فصل اول لازم بود و اشاره کرد که این تغییرات در داستان فصل گنجانده شده‌اند، از جمله نیاز به ماسکی جدید و بازطراحی‌شده.

### تیتراژ ابتدایی
تیتراژ ابتدایی سریال توسط استودیو الاستیک طراحی شد. این استودیو پیش‌تر تیتراژ سریال کارآگاه حقیقی (۲۰۱۴–تاکنون) را خلق کرده بود که به دلیل «خلاقیت و انتقال دقیق مفهوم سریال» توجه سازندگان را جلب کرد. استیون دکنایت توضیح داد که چندین شرکت پیشنهادهایی ارائه کردند که عمدتاً شامل «ایده‌های مشابهی بودند، مانند زوم کردن روی یک چشم و نمایش نقشه سونار شهر». اما یکی از پیشنهادهای الاستیک شامل «خون مایع‌مانندی بود که روی همه‌چیز می‌ریخت گویی رنگ روی چیزی نامرئی ریخته و آن را آشکار می‌کند»، که دکنایت و جف لوب بلافاصله خواستار استفاده از آن شدند.
پاتریک کلر، مدیر خلاق الاستیک، ایده خلق «جهانی قرمز که توسط مایع آشکار می‌شود» را مطرح کرد. شبیه‌سازی مایع سی‌جی، که قرار بود اشاره‌ای مبهم به سم و خون باشد و رفتاری «بین شکلات مایع و قیر» داشته باشد، چالش‌برانگیز بود. کلر اظهار داشت: «ساخت الگوریتمی که حس 'شوم' داشته باشد، دشوار است.» اندرو روماتز، سرپرست سی‌جی، توضیح داد: «ایجاد قوام و رفتار مناسب مایعات فرآیندی پیچیده بود. تنظیم مقیاس برای حس درست، چیزی بود که باید در شبیه‌سازی، نورپردازی، و بافت‌دهی آزمایش می‌کردیم. پاتریک می‌خواست مجسمه‌هایی که شکل می‌گیرند، حس مینیاتور داشته باشند، بنابراین با مقیاس صحنه و تنظیمات دوربین، و شبیه‌سازی عمق میدان برای دستیابی به این ظاهر، آزمایش‌های زیادی انجام دادیم.» میگل آ. سالک، سرپرست مایعات، افزود: «هر نما نیاز به نقشه‌های جریان سفارشی داشت که روی مجسمه‌ها نقاشی می‌شدند، همراه با میدان‌های جاذبه کوچک و هزاران تنظیم ریز برای دستیابی به اشکال و رفتاری که پاتریک می‌خواست. در نهایت، صدها تست و هزاران فریم مایع شبیه‌سازی کردم تا تعادل مناسب برای هر نما به دست آید.» به دلیل محدودیت‌های زمانی، ارجاعاتی به گذشته بوکس مورداک، مانند کیسه بوکس و رینگ، از تیتراژ نهایی حذف شدند. تیتراژ نهایی با یک تمپ ترک «قطعه‌ای قدیمی از تریپ‌هاپ دهه ۹۰» انیمیت شد تا زمانی که موسیقی جان پاسانو برای تیتراژ تکمیل شود.
فیلم‌برداری
فیلم‌برداری سریال در نیویورک، در مناطقی از بروکلین و لانگ آیلند سیتی که همچنان شبیه هلز کیچن قدیمی هستند، انجام شد، به علاوه کار در استودیوهای صدابرداری. تولید سریال برنامه‌ای هشت‌روزه برای هر قسمت داشت. دکنایت دربارهٔ حس و حال سریال اظهار داشت: «ما به دنبال فضایی خشن و شبیه نیویورک دهه ۱۹۷۰ هستیم. ایده زیبایی و زوال شهر را دوست داریم، و هلز کیچن جایی است که همزمان زیبا و خشن است. به همین دلیل مت مورداک عاشق آن است و می‌خواهد از آن محافظت کند.» سکانس‌های اکشن سریال از فیلم‌های حمله: رستگاری الهام گرفته‌اند. متیو جی. لوید مدیر فیلم‌برداری فصل اول، مارتین اهلگرن برای فصل دوم، و کریستوفر لاوسور برای فصل سوم بودند.
جلوه‌های بصری و تدوین
جلوه‌های بصری و تدوین جلوه‌های بصری سریال توسط استودیو شید وی‌اف‌اکس در نیویورک انجام شد. برایان گوسوین به‌عنوان سرپرست جلوه‌های بصری فعالیت کرد. تدوین سریال توسط جاناتان چیبنال، مونتی دگراف، جو فرانسیس، مایکل ان. نو، و دمین اسمیت انجام شد.
موسیقی
موسیقی در اکتبر ۲۰۱۴ اعلام شد که جان پاسانو آهنگساز سریال خواهد بود. تم اصلی سریال، که به‌صورت مشترک با بردن کیمبال ساخته شد، از دموی اولیه پاسانو برای سریال گرفته شده که در فرایند انتخاب ارائه کرده بود. پاسانو خاطرنشان کرد که استفاده از چنین موادی در نمره نهایی نادر است. آلبوم موسیقی متن فصل اول در ۲۷ آوریل ۲۰۱۵، فصل دوم در ۱۵ ژوئیه ۲۰۱۶، و فصل سوم در ۱۹ اکتبر ۲۰۱۸ به‌صورت دیجیتال منتشر شدند.
ارتباط با جهان سینمایی مارول

دیدگاه زمینی در سریال دردویل
جف لوب، رئیس مارول تله‌ویژن، دربارهٔ رویکرد سریال دردویل به رویدادهای جهان سینمایی مارول (MCU) توضیح داد: «اگر در نیویورک زندگی کنید، همیشه اتفاقاتی در جریان است. هرگز قصد ندارم فاجعه ۱۱ سپتامبر را کم‌اهمیت جلوه دهم، اما ۱۱ سپتامبر تأثیرات متفاوتی بر محله‌های مختلف داشت. همه از این اتفاق آگاه بودند، اما هرچه به منطقه حادثه نزدیک‌تر می‌شدید، تأثیر آن عمیق‌تر بود. ما با این ایده شروع کردیم که اگر آسمان باز شود و چیتاوری با نهنگ‌های غول‌پیکر به زمین ببارند، و هالک و انتقام‌جویان برای نجات روز آنجا باشند، این بسیار هیجان‌انگیز است، اما این اتفاق چه تأثیری بر افرادی داشت که شش بلوک آن‌طرف‌تر و سه خیابان پایین‌تر بودند؟ این غنای دنیای مارول است. می‌توانید به چنین اتفاقی اشاره کنید، اما لازم نیست محور داستان باشد. ما در جهانی از کمیک‌ها نیستیم که سرتان را بالا کنید و ثور را در حال پرواز ببینید. این جهانی است که مردم در آن تونی استارک را به‌عنوان یک میلیاردر با زره فلزی می‌شناسند یا فکر می‌کنند ثور با چکش جادویی‌اش جایی وجود دارد. اما واقعیت این است که می‌گویند: 'من هرگز او را ندیده‌ام. تو دیده‌ای؟' این نوع جهانی است که ما در آن هستیم. برای ما، این همان چیزی است که مارول را همیشه مارول کرده: زمینی و واقعی.»

جف لوب دربارهٔ فرصت‌هایی که وجود «دردویل» در دنیای سینمایی مارول ایجاد می‌کند.
دردویل اولین سریال از مجموعه سریال‌های مارول نتفلیکس بود و پس از آن جسیکا جونز (۲۰۱۵–۲۰۱۹)، لوک کیج (۲۰۱۶–۲۰۱۸)، و مشت آهنین (۲۰۱۷–۲۰۱۸) منتشر شدند که به مینی‌سریال مدافعان (۲۰۱۷) منجر شد. در نوامبر ۲۰۱۳، مدیرعامل دیزنی، باب آیگر، اظهار داشت که اگر شخصیت‌ها در نتفلیکس محبوب شوند، «کاملاً ممکن است که به فیلم‌های سینمایی تبدیل شوند.» تد ساراندوس در ژوئیه ۲۰۱۵ این موضوع را تأیید کرد. در اوت ۲۰۱۴، وینسنت دن آفریو اظهار داشت که پس از «کارهای سریالی با نتفلیکس»، مارول «برنامه بزرگ‌تری برای گسترش» دارد. در دسامبر ۲۰۱۴، لوب توضیح داد: «در جهان مارول هزاران قهرمان با شکل‌ها و اندازه‌های مختلف وجود دارند، اما انتقام‌جویان برای نجات جهان هستند و دردویل برای نجات محله است این سریال در جهان سینمایی مارول قرار دارد. همه‌چیز به هم متصل است. اما این لزوماً به این معنا نیست که در آسمان نگاه کنیم و مرد آهنی را ببینیم]. این فقط بخش متفاوتی از نیویورک است که هنوز در فیلم‌های مارول ندیده‌ایم.» روزاریو داوسون بعداً توضیح داد: «وقتی چنین سطحی از قدرت‌های خارق‌العاده دارید، مبارزه متفاوت است، مخاطرات متفاوت است، و حس بزرگ‌تری دارد. در آن دنیا، آن‌ها در آن زندگی می‌کنند، بنابراین برایشان عادی است. اما در واقعیت، وقتی افراد در حال مبارزه هستند و جرایم غیرقانونی انجام می‌دهند و اسلحه و مواد مخدر در میان است، استخوان‌ها می‌شکنند. افراد به هم ضربه می‌زنند و هیچ اتفاقی نمی‌افتد چون شکست‌ناپذیر نیستند. این‌ها انسان‌های آسیب‌پذیر هستند و شما این را تجربه می‌کنید.»
در مارس ۲۰۱۵، لوب دربارهٔ امکان تقاطع سریال با فیلم‌های جهان سینمایی مارول و سریال‌های ای‌بی‌سی مارول گفت: «همان‌طور که فیلم‌های ما ابتدا مستقل بودند و سپس در انتقام‌جویان عملی‌تر شد که کاپیتان آمریکا در ثور: دنیای تاریک (۲۰۱۳) حضور کوتاهی داشته باشد یا بروس بنر در پایان مرد آهنی ۳ (۲۰۱۳) ظاهر شود، ما باید این را به دست آوریم. مخاطبان باید ابتدا این شخصیت‌ها و دنیا را بشناسند تا بتوانیم شروع به ترکیب کنیم.» در آوریل، چارلی کاکس اظهار داشت که تقاطع با فیلم‌ها «ممکن است. فکر می‌کنم راهی برای ادغام این دنیاها وجود دارد. سریال ما از نظر لحن و تم کمی با فیلم‌های انتقام‌جویان متفاوت است، اما همه در یک جهان هستند و فکر می‌کنم راهی برای جا دادن دردویل و شخصیت‌های دیگر مانند لوک کیج و شخصیت‌های جنایی خیابانی در آن دنیا وجود دارد.» کاکس افزود که طبق قرارداد، در صورت درخواست مارول، ملزم به حضور در فیلم‌هاست. او همچنین به علاقه‌اش برای حضور کوتاه در کاپیتان آمریکا: جنگ داخلی (۲۰۱۶) اشاره کرد، به دلیل حضور دردویل در داستان جنگ داخلی (۲۰۰۶–۲۰۰۷) نوشته مارک میلار که الهام‌بخش فیلم بود، اما اذعان کرد که به دلیل شروع فیلم‌برداری، ممکن است این فرصت را از دست داده باشد. هنگام نوشتن انتقام‌جویان: جنگ ابدیت (۲۰۱۸)، کریستوفر مارکوس و استفن مک‌فیلی دربارهٔ حضور احتمالی دردویل و لوک کیج در صحنه‌های نیویورک بحث کردند، اما احساس کردند که حضور کوتاه آن‌ها برای مخاطبان رضایت‌بخش نخواهد بود.
بازاریابی
بازاریابی محصولات مصرفی دیزنی خط تولیدی کوچک برای مخاطبان بزرگسال ایجاد کرد، با توجه به لحن تیره‌تر سریال. پل گیتتر، معاون ارشد مجوز مارول در محصولات مصرفی دیزنی، توضیح داد که تمرکز بیشتر روی نوجوانان و بزرگسالان خواهد بود تا کودکان خردسال، با محصولاتی در فروشگاه‌هایی مانند هات تاپیک. همچنین، برنامه کالایی مارول نایتس برای پشتیبانی از سریال ایجاد شد که فرصت‌های جدیدی برای خطوط تولید فردی و محصولات متمرکز بر کلکسیونرها فراهم کرد. شرکای مجوز مایل به همکاری با مارول بودند، حتی با وجود اینکه این پروژه سینمایی نبود، به دلیل موفقیت‌های پیشین مارول. در نوامبر ۲۰۱۵، به‌روزرسانی برای بازی موبایلی مارول: مسابقه قهرمانان منتشر شد که شامل یک مأموریت داستانی شش‌قسمتی با حضور دردویل و جسیکا جونز و سطحی مبتنی بر هلز کیچن بود.
انتشار
انتشار استریم دردویل در سرویس پخش جریانی نتفلیکس، در تمام مناطقی که در دسترس است، با کیفیت ۴کی و ویدئوی با دامنه دینامیکی بالا اچ‌دی‌آر  منتشر شد. دو فصل اول پس از انتشار اولیه توسط شرکت پس‌تولید دلوکس برای اچ‌دی‌آر بهبود یافتند. قسمت‌های هر فصل به‌صورت همزمان منتشر شدند، برخلاف فرمت سریالی، تا تماشای افراطی را تشویق کنند، فرمتی که برای سایر سریال‌های اصلی نتفلیکس نیز استفاده شده است. دردویل اولین سریال اصلی نتفلیکس بود که مسیر صوتی سرویس ویدئوی توصیفی خود را دریافت کرد. با وجود برند «اصلی نتفلیکس»، دردویل از دیزنی به نتفلیکس مجوز گرفته بود.
دردویل در ۱ مارس ۲۰۲۲ همراه با دیگر سریال‌های مارول نتفلیکس از نتفلیکس حذف شد، زیرا مجوز نتفلیکس برای سریال به پایان رسید و دیزنی حقوق آن را بازپس گرفت. دیزنی تصمیم گرفت که نتفلیکس هزینه مجوز بالایی برای حفظ حقوق توزیع سریال پرداخت نکند، و در عوض اعلام کرد که تمام سریال‌ها از ۱۶ مارس در دیزنی+ در ایالات متحده، کانادا، بریتانیا، ایرلند، استرالیا، و نیوزیلند، و در سایر بازارهای دیزنی+ تا پایان ۲۰۲۲ در دسترس خواهند بود. در ایالات متحده، کنترل‌های والدین اصلاح‌شده‌ای به سرویس اضافه شد تا امکان افزودن محتوای بالغ‌تر سریال فراهم شود، مشابه کنترل‌هایی که در مناطق دیگر با مرکز محتوای استار وجود دارد.

## استقبال

#### آمار تماشاگران
نتفلیکس به‌طور معمول آمار تماشاگران سریال‌های اصلی خود را منتشر نمی‌کند. با این حال، در اوت ۲۰۱۷، کریم زریک، معاون ارشد برنامه‌ریزی اصلی در بخش تلویزیون مارول، اطلاعاتی دربارهٔ تماشاگران سریال «دردویل» ارائه داد و اعلام کرد که این سریال مخاطبان مرد زیادی را جذب کرده است. همچنین در همان ماه، نتفلیکس الگوهای تماشای سریال‌های مارول نتفلیکس را منتشر کرد. این داده‌ها، که از «۱۳۰۰ جامعه سلیقه‌ای» نتفلیکس در سراسر جهان (جایی که مشترکان بر اساس محتوای مورد علاقه‌شان گروه‌بندی می‌شوند) به‌دست آمده بود، نشان داد که تماشاگران این سریال‌ها را به ترتیب زمانی انتشار تماشا نمی‌کنند. به‌طور خاص، مخاطبان معمولاً ابتدا سریال «جسیکا جونز» را تماشا می‌کنند، سپس «دردویل»، «لوک کیج» و در نهایت «آیرون فیست». تاد یلین، معاون نوآوری محصول نتفلیکس، اظهار داشت که مخاطبان سریال‌ها را «بر اساس علاقه و نحوه آگاهی از آن‌ها» انتخاب می‌کنند. داده‌های نتفلیکس همچنین نشان داد که تماشاگران سریال «دردویل» اغلب پس از آن به تماشای «جسیکا جونز» روی می‌آورند و بالعکس. سریال‌های دیگری با مضامین ضدقهرمانی و اخلاقیات پیچیده مانند «بلادلاین» (۲۰۱۵–۲۰۱۷)، «برکینگ بد» (۲۰۰۸–۲۰۱۳)، «دکستر» (۲۰۰۶–۲۰۱۳) و «خانه پوشالی» (۲۰۱۳–۲۰۱۸) نیز مخاطبان را به تماشای «دردویل» ترغیب کرده‌اند.
در اکتبر ۲۰۱۸، شرکت تحلیل داده‌های مصرف‌کننده «کریمسون هکساگون» گزارشی دربارهٔ «هیاهوی رسانه‌های اجتماعی» سریال منتشر کرد تا ارتباط آن با تعداد احتمالی تماشاگران را بررسی کند. داده‌ها نشان داد که در زمان پخش فصل اول در آوریل ۲۰۱۵، حدود ۲۷۵٬۰۰۰ پست در توییتر و اینستاگرام دربارهٔ این فصل منتشر شد. این تعداد برای فصل دوم در مارس ۲۰۱۶ به کمی بیش از ۲۰۰٬۰۰۰ پست کاهش یافت و برای فصل سوم، بر اساس داده‌های جمع‌آوری‌شده تا نیمه اکتبر ۲۰۱۸، به ۷۵٬۰۰۰ پست رسید.
سریال «دردویل» در فهرست پخش نیلسن، که تعداد دقایق تماشای محتوای پخش‌شده توسط مخاطبان ایالات متحده را روی تلویزیون‌ها اندازه‌گیری می‌کند، برای هفته ۲۰ تا ۲۶ دسامبر ۲۰۲۱ به‌عنوان هشتمین سریال اصلی پرتماشاگر در سرویس‌های پخش آنلاین ثبت شد و ۱۹۵ میلیون دقیقه تماشا داشت. حضور این سریال در این فهرست احتمالاً به دلیل بازگشت مخاطبان پس از حضور چارلی کاکس در فیلم «مرد عنکبوتی: راهی به خانه نیست» (۲۰۲۱) و وینسنت دنوفریو در سریال «هاکای» (۲۰۲۱) بوده است. پس از پخش سریال «اکو» در ژانویه ۲۰۲۴، تماشای «دردویل» در دیزنی‌پلاس به‌طور قابل‌توجهی افزایش یافت. بر اساس گزارش شرکت تحلیل بازار Parrot Analytics، که تعاملات مصرف‌کنندگان در تحقیقات بازار، پخش آنلاین، دانلودها و رسانه‌های اجتماعی را بررسی می‌کند، «دردویل» در هفته ۳ تا ۹ مارس ۲۰۲۵ در کانادا همچنان تقاضای بالایی داشت. این سریال در کانادا ۳۵٫۳ برابر میانگین تقاضای سریال‌های تلویزیونی دیگر بود و در رتبه‌بندی سریال‌های دیجیتال اصلی در جایگاه پنجم قرار گرفت. این در حالی است که ادامه این سریال، «دردویل: تولد دوباره»، با میانگین تقاضای ۴۴٫۴ در جایگاه دوم قرار داشت. شرکت «لومینیت»، که داده‌های تماشا از تلویزیون‌های هوشمند خاص در ایالات متحده جمع‌آوری می‌کند، گزارش داد که در هفته پخش «دردویل: تولد دوباره»، تعداد ساعات تماشای «دردویل» نسبت به هفته قبل ۱۵۳ درصد افزایش یافته است.

## نقد و بررسی
| فصل     | راتن تومیتوز | متاکریتیک   |
| ------- | ------------ | ----------- |
| فصل اول | ۹۹٪ (۷۴ نقد) | ۷۵ (۲۲ نقد) |
| فصل دوم | ۸۱٪ (۵۸ نقد) | ۶۸ (۱۳ نقد) |
| فصل سوم | ۹۷٪ (۶۵ نقد) | ۷۱ (۶ نقد)  |

### فصل اول
وب‌سایت جمع‌آوری نقد راتن تومیتوز برای فصل اول سریال دردویل، بر اساس ۷۴ نقد، امتیاز تأیید ۹۹٪ را گزارش کرده است که میانگین امتیاز آن ۸٫۱ از ۱۰ است. اجماع انتقادی این وب‌سایت می‌نویسد: «دردویل با پایبندی دقیق به تاریخچه مواد اولیه خود، کیفیت بالای تولید و رویکردی جدی و دراماتیک، به‌عنوان یک داستان منشأ ابرقهرمانی مؤثر، یک رویه جنایی جذاب و یک ماجراجویی اکشن هیجان‌انگیز برجسته است.» متاکریتیک، که از میانگین وزنی استفاده می‌کند، بر اساس ۲۲ نقد، امتیازی ۷۵ از ۱۰۰ را به این فصل اختصاص داده است که نشان‌دهنده «نقدهای عموماً مثبت» است.

### فصل دوم
فصل دوم سریال دردویل در راتن تومیتوز، بر اساس ۵۸ نقد، امتیاز تأیید ۸۱٪ را کسب کرده است با میانگین امتیاز ۷٫۱ از ۱۰. اجماع انتقادی وب‌سایت اظهار می‌دارد: «دردویل در فصل دوم، با تکیه بر برخی صحنه‌های اکشن چشمگیر، جایگاه خود را حفظ می‌کند، هرچند دشمنان جدید آن نمی‌توانند کاملاً خلأ ناشی از غیبت ویلسون فیسک را پر کنند.» در متاکریتیک، این فصل بر اساس ۱۳ نقد، امتیازی ۶۸ از ۱۰۰ دریافت کرده است که نشان‌دهنده «نقدهای عموماً مثبت» است.

### فصل سوم
فصل سوم دردویل در راتن تومیتوز، بر اساس ۶۵ نقد، امتیاز تأیید ۹۷٪ را به دست آورده است با میانگین امتیاز ۸٫۱ از ۱۰. اجماع انتقادی وب‌سایت می‌نویسد: «مرد بی‌ترس در فصل سوم به اوج خود بازمی‌گردد؛ فصلی که در ابتدا کند پیش می‌رود اما به‌تدریج هیجان‌های کمیک‌بوکی را ایجاد می‌کند و بازگشت تهدیدآمیز وینسنت دونوفریو در نقش کینگ‌پین به‌طور قابل‌توجهی به جذابیت آن کمک کرده است.» در متاکریتیک، این فصل بر اساس ۶ نقد، امتیازی ۷۱ از ۱۰۰ کسب کرده است که نشان‌دهنده «نقدهای عموماً مثبت» است.

## جوایز
سریال دردویل در طول پخش خود چندین نامزدی و جایزه دریافت کرده است، از جمله نامزدی‌های متعدد در جوایز امی هنرهای خلاقانه ساعات پربیننده و جوایز هلن کلر برای دستاورد همچنین در دسامبر ۲۰۱۵، «ای‌جی‌ان» سریال دردویل را به‌عنوان دومین سریال اورجینال برتر نتفلیکس که تا آن زمان منتشر شده بود، معرفی کرد.
جدول زیر فهرستی از جوایز و نامزدی‌های مهم سریال را نشان می‌دهد:
| سال  | جایزه                                   | دسته‌بندی                                                      | نامزد(ها)                           | نتیجه | منبع    |
| ---- | --------------------------------------- | ------------------------------------------------------------- | ----------------------------------- | ----- | ------- |
| ۲۰۱۵ | جوایز امی هنرهای خلاقانه ساعات پربیننده | طراحی عنوان اصلی برجسته                                       | تیم عنوان اصلی                      | نامزد | [ ۱۳۹ ] |
| ۲۰۱۵ | جوایز امی هنرهای خلاقانه ساعات پربیننده | جلوه‌های بصری برجسته در نقش مکمل                               | تیم جلوه‌های بصری                    | نامزد | [ ۱۳۹ ] |
| ۲۰۱۵ | جوایز امی هنرهای خلاقانه ساعات پربیننده | ویرایش صدا برای یک سریال                                      | تیم صدا (برای قسمت «با من حرف بزن») | نامزد | [ ۱۳۹ ] |
| ۲۰۱۵ | جوایز هلن کلر برای دستاورد              | دستاورد برجسته در بهبود کیفیت زندگی افراد دارای مشکلات بینایی | چارلی کاکس                          | برنده | [ ۱۴۰ ] |
| ۲۰۱۵ | جوایز انجمن فیلم و تلویزیون آنلاین      | بهترین طراحی عنوان جدید                                       | تیم عنوان اصلی                      | برنده | [ ۱۴۱ ] |
| ۲۰۱۶ | جوایز امی هنرهای خلاقانه ساعات پربیننده | ویرایش صدا برای یک سریال کمدی یا درام (یک ساعته)              | تیم صدا (برای قسمت «نیویورک خونین») | نامزد | [ ۱۴۲ ] |
| ۲۰۱۶ | جوایز امی هنرهای خلاقانه ساعات پربیننده | میکس صدا برای یک سریال کمدی یا درام (یک ساعته)                | تیم صدا (برای قسمت «نیویورک خونین») | نامزد | [ ۱۴۲ ] |
| ۲۰۱۶ | جایزه ساترن                             | بهترین سریال تلویزیونی جدید رسانه‌ای                           | دردویل                              | نامزد | [ ۱۴۳ ] |
| ۲۰۱۶ | جایزه ساترن                             | بهترین بازیگر مرد در تلویزیون                                 | چارلی کاکس                          | نامزد | [ ۱۴۳ ] |
| ۲۰۱۶ | جوایز انتخاب منتقدان                    | بهترین بازیگر مکمل در یک سریال درام                           | وینسنت دونوفریو                     | نامزد | [ ۱۴۴ ] |
| ۲۰۱۶ | جایزه گات یور ۶                         | گواهی ۶ برای نمایش مثبت کهنه‌سربازان                           | قسمت «همیشه وفادار»                 | برنده | [ ۱۴۵ ] |
| ۲۰۱۷ | جایزه ساترن                             | بهترین سریال تلویزیونی جدید رسانه‌ای                           | دردویل                              | نامزد | [ ۱۴۶ ] |
| ۲۰۱۹ | جایزه ساترن                             | بهترین سریال پخش جریانی ابرقهرمانی                            | دردویل                              | نامزد | [ ۱۴۷ ] |
| ۲۰۱۹ | جوایز امی هنرهای خلاقانه ساعات پربیننده | هماهنگی بدلکاری برجسته برای یک سریال کمدی یا درام             | تیم بدلکاری                         | نامزد | [ ۱۴۸ ] |

## اسپین آف
تا ژانویه ۲۰۱۶، پیش از اولین حضور جان برنتال در نقش فرانک کسل / پانیشر، نگهبان مسلح، در فصل دوم سریال، نتفلیکس در مراحل اولیه توسعه یک سریال فرعی با عنوان پانیشر قرار داشت و به دنبال انتخاب یک مدیر تولید (شورانر) بود. این سریال قرار بود حول محور شخصیت کسل با بازی برنتال متمرکز باشد و به‌عنوان پروژه‌ای مستقل، جدا از سریال‌هایی که به مدافعان منتهی می‌شدند، توصیف شد. جف لوب، مدیر مارول تلویژن، اشاره کرد که توسعه این سریال فرعی ابتکار عمل مارول تلویژن نبوده و در آن زمان تمرکز آن‌ها بر تولید «بهترین ۱۳ قسمت از فصل دوم دردویل» بود. بااین‌حال، او افزود: «من هرگز شبکه‌ای را که به یکی از شخصیت‌های ما علاقه نشان می‌دهد و ما را به انجام کارهای بیشتر تشویق می‌کند، دلسرد نمی‌کنم. اگر خوش‌شانس باشیم که از طریق نویسندگی، کارگردانی و بازیگری، مردم بخواهند بیشتر از آن شخصیت ببینند، فوق‌العاده است.» در آوریل ۲۰۱۶، مارول و نتفلیکس رسماً سریال پانیشر را سفارش دادند، حضور برنتال را تأیید کردند و استیو لایتفوت را به‌عنوان مدیر تولید معرفی نمودند. این سریال در نوامبر ۲۰۱۷ منتشر شد. دبورا آن وول نیز نقش خود به‌عنوان کارن پیج را در این سریال تکرار کرد.

## آینده

### لغو
پیش از انتشار فصل سوم، ددلاین هالیوود گزارش داد که انتظار می‌رود سریال برای فصل چهارم تمدید شود، زیرا «به‌طور گسترده تماشا شده و از نظر منتقدان تحسین شده بود». اریک اولسون، مدیر تولید، در نوامبر ۲۰۱۸ ایده‌های خود برای فصل چهارم را به نتفلیکس ارائه کرد و امیدوار بود که این جلسه به تمدید رسمی سریال منجر شود. بااین‌حال، در ۲۹ نوامبر ۲۰۱۸، نتفلیکس پس از سه فصل سریال را لغو کرد. نتفلیکس اعلام کرد که سه فصل این سریال در این سرویس باقی خواهد ماند، درحالی‌که شخصیت دردویل «در پروژه‌های آینده مارول به حیات خود ادامه خواهد داد». ددلاین هالیوود خاطرنشان کرد که «برخلاف آیرون فیست یا لوک کیج، درها برای ادامه سریال در جای دیگر، احتمالاً در سرویس استریم دیزنی، دیزنی+، کاملاً باز به نظر می‌رسد». بااین‌حال، هالیوود ریپورتر معتقد بود که این احتمال بعید است، به‌ویژه با توجه به قرارداد اولیه بین مارول و نتفلیکس که طبق گزارش ورایتی، شخصیت‌ها را از حضور در سریال‌ها یا فیلم‌های غیرنتفلیکس حداقل برای دو سال پس از لغو سریال منع می‌کرد. کوین آ. مایر، رئیس بخش مستقیم به مصرف‌کننده و بین‌المللی والت دیزنی، اشاره کرد که اگرچه هنوز بحثی در این مورد نشده، اما امکان احیای سریال در دیزنی+ وجود دارد.
چارلی کاکس از لغو سریال ابراز ناراحتی کرد و گفت: «احساس می‌کردیم داستان‌های زیادی برای گفتن داریم»، به‌ویژه که او از ایده‌هایی که برای فصل چهارم احتمالی بحث شده بود، هیجان‌زده بود. او افزود که بسیاری از بازیگران و عوامل «واقعاً انتظار ادامه کار را داشتند» و امیدوار بود فرصتی برای ایفای دوباره این نقش به شکلی دیگر فراهم شود. امی روتبرگ، بازیگر نقش مارسی استال، تأیید کرد که مدت انتظار دوساله برای استفاده از شخصیت‌ها وجود دارد و همچنین گفت که تصمیم به لغو سریال برای مدیران مارول غافلگیرکننده بود، با توجه به کارهای گسترده‌ای که برای فصل چهارم احتمالی انجام شده بود. او افزود که انتظار می‌رفت فیلم‌برداری فصل چهارم در حدود فوریه ۲۰۱۹ آغاز شود و بسیاری از بازیگران و عوامل معتقد بودند سریال تا پنج فصل ادامه خواهد داشت، با یک دشمن جدید در فصل چهارم و رویارویی نهایی بین دردویل و فیسک در فصل پنجم. اولسون جزئیات بیشتری از داستان‌های برنامه‌ریزی‌شده را فاش کرد. برای فصل چهارم، انتظار می‌رفت آلیس ایو در نقش مری واکر / تایفوید مری، ادامه‌دهنده نقش خود از فصل دوم آیرون فیست (۲۰۱۸)، در یک خط داستانی «عاشقانه پیچیده/معمای قتل» با واکر به‌عنوان یک «فم‌فاتال فمینیست مدرن» ظاهر شود. همچنین قرار بود پسر اوولسلی به‌عنوان اوول، با الهام از نسخه کامیک‌ها، برای انتقام مرگ پدرش بازگردد. در فصل پنجم، پویندکستر قرار بود به‌عنوان بولزای بازگردد. همچنین برنامه‌ریزی شده بود که ملوین پاتر به سمت شخصیت شرور گلادیاتور از کامیک‌ها پیش برود. در فوریه ۲۰۱۹، کریگ ارویچ، معاون ارشد بخش اوریجینال‌های هولو، اعلام کرد که این سرویس استریم برای احیای سریال، همراه با دیگر سریال‌های سابق نتفلیکس، آماده است.

## ادغام با استودیو مارول و تولد دوباره
مقاله اصلی: دردویل: تولد دوباره
در ژوئن ۲۰۲۰، کوین فایگی، رئیس مارول استودیوز، با چارلی کاکس برای ایفای دوباره نقشش در تولیدات دنیای سینمایی مارول «ام‌سی‌یو» تماس گرفت. فایگی در دسامبر ۲۰۲۱ تأیید کرد که کاکس این نقش را برای مارول استودیوز تکرار خواهد کرد، و ابتدا این کار را در فیلم مرد عنکبوتی: راهی به خانه نیست (۲۰۲۱) انجام داد. همچنین، وینسنت دن آفریو ابتدا نقش خود به‌عنوان کینگ‌پین را در سریال دیزنی+ هاکای (۲۰۲۱) تکرار کرد. در آن زمان، جسیکا هنویک، بازیگر نقش کالین وینگ در سریال‌های مارول نتفلیکس، اشاره کرد که کاکس سال‌ها پیش از فرصت ایفای دوباره نقش در تولیدات مارول استودیوز آگاه بود.
در مارس ۲۰۲۲، اعلام شد که یک سریال بازسازی دردویل در حال توسعه است، با تولید کوین فایگی و کریس گری. این سریال در اواخر مه تأیید شد که برای دیزنی+ در حال توسعه است، با مت کورمن و کریس آورد به‌عنوان نویسندگان اصلی و تهیه‌کنندگان اجرایی. این سریال با عنوان دردویل: تولد دوباره در ژوئیه همان سال برای فصل اول ۱۸ قسمتی رسماً اعلام شد و بازگشت کاکس و دن آفریو تأیید گردید. کاکس این سریال را «چیزی کاملاً جدید» توصیف کرد و نه ادامه‌ای بر فصل چهارم سریال نتفلیکس. در اواخر سپتامبر ۲۰۲۳، پس از فیلم‌برداری چند قسمت، سریال دستخوش بازنگری خلاقانه شد تا بیشتر با سریال نتفلیکس هم‌خوانی داشته باشد. کورمن و آورد به‌عنوان نویسندگان اصلی کنار رفتند، و کارگردانان باقی‌مانده فصل نیز جایگزین شدند، درحالی‌که داریو اسکارداپین، نویسنده سریال پانیشر، به‌عنوان مدیر تولید و تیم کارگردانی جاستین بنسون و آرون مور هد برای کارگردانی قسمت‌های باقی‌مانده فصل اول استخدام شدند. برخی از کارگردانان پیش از بازنگری همچنان در فصل اول اعتبار دریافت کردند. سریال از فصل اعلام‌شده ۱۸ قسمتی به دو فصل ۹ قسمتی تقسیم شد. تولد دوباره هیچ‌یک از مطالب برنامه‌ریزی‌شده برای فصل چهارم دردویل را در برنمی‌گیرد. برنتال، ول، هنسون، بتل و زورر نیز نقش‌های خود به‌عنوان فرانک کسل / پانیشر، کارن پیج، فاگی نلسون، بنجامین «دکس» پویندکستر و ونسا ماریانا-فیسک را در تولد دوباره تکرار می‌کنند. فصل اول تولد دوباره در مارس ۲۰۲۵ در دیزنی+ پخش شد.
پیش از حضور کاکس و دن آفریو در سریال اکو که در ژانویه ۲۰۲۴ منتشر شد، برد ویندرباوم، رئیس بخش استریم مارول استودیوز، اذعان کرد که مارول استودیوز پیش‌تر دربارهٔ آنچه بخشی از خط زمانی مقدس «Sacred Timeline» آن‌هاست، «کمی محتاط» بوده و به تقسیم‌بندی شرکتی بین تولیدات مارول استودیوز و مارول تلویژن اشاره کرد. او افزود که با گذشت زمان، مارول استودیوز شروع به درک «ادغام خوب» داستان‌های مارول تلویژن کرده و شخصاً «با اطمینان» احساس می‌کند که دردویل بخشی از خط زمانی مقدس است. مارول استودیوز پس از بازنگری خلاقانه تولد دوباره در سپتامبر ۲۰۲۳، سریال‌های نتفلیکس را به‌عنوان بخش جدایی‌ناپذیرتری از «ام‌سی‌یو» در نظر گرفت. از تصاویر سریال در مواد تبلیغاتی اکو استفاده شد. با انتشار اکو، تمام سریال‌های نتفلیکس به‌صورت گذشته‌نگر به خط زمانی «ام‌سی‌یو» در دیزنی+ اضافه شدند، و دردویل در کنار محتوای فاز دوم «ام‌سی‌یو»، بین فیلم‌های نگهبانان کهکشان و انتقام‌جویان: عصر اولتران (۲۰۱۵) قرار گرفت. به‌روزرسانی خط زمانی دیزنی+ سریال را بر اساس فصل‌ها تفکیک کرد، به‌طوری‌که فصل دوم دردویل پس از مرد مورچه‌ای (۲۰۱۵) و فصل سوم پیش از ثور: رگناروک (۲۰۱۷) قرار گرفت.